# João Pedro
João Pedro Junqueira de Jesus (født 26. september 2001), kendt som bare João Pedro, er en brasiliansk fodboldspiller, der spiller for Premier League-klubben Chelsea og det brasilianske landshold.

## Klubkarriere

### Fluminese
Den 19. oktober 2019 blev Fluminese og Watford F.C. enig om at sælge João Pedro før hans seniordebut til Watford i januar 2020.
Den 28. marts 2019 debuterede João Pedro for førsteholdet i en Campeonato Carioca-kamp imod Flamengo, som endte med et 2-1 tab.

### Watford F.C.
Den 26. september 2020 scorede João Pedro sit første mål for klubben, som var på hans 19-års fødselsdag.

### Brighton & Hove Albion
Den 5. maj 2023 skiftede João Pedro til Brighton & Hove Albion for en sum rapporteret at være i omegnen af et klubrekord på 30 millioner pund.
Den 12. august 2023 debuterede han for Brighton i en 4-1 sejr imod Luton Town, hvor han også scorede.

## Landsholdskarriere
Den 19. august 2023 blev João Pedro indkaldt til det brasilianske U/23-landshold.
Den 6. november 2023 blev han indkaldt til det brasilianske landshold.
Den 16. november 2023 debuterede han for brasilianske landshold imod Colombia, hvor han blev skiftet ind i det 26. minut for at erstatte Vinícius Júnior.